# Sankarpur (Sarlahi)
Sankarpur (nepalski: शंकरपुर) – gaun wikas samiti w środkowej części Nepalu w strefie Dźanakpur w dystrykcie Sarlahi. Według nepalskiego spisu powszechnego z 2001 roku liczył on 1304 gospodarstw domowych i 7194 mieszkańców (3569 kobiet i 3625 mężczyzn).